# Alexandre Karagiannis
Alexandre Karagiannis (28 maart 1993) is een Belgisch voetballer met Griekse roots, die onder contract staat bij FC Brussels.

## Statistieken
| seizoen | club                   | land        | competitie      | wed | goals |
| ------- | ---------------------- | ----------- | --------------- | --- | ----- |
| 2011/12 | FC Brussels            | België      | Tweede Klasse   | 2   | 0     |
| 2012/13 | FC Brussels            | België      | Tweede klasse   | 2   | 1     |
| 2013/14 | AO Asteras Magoulas FC | Griekenland | Football League | 2   | 1     |
|         |                        |             | Totaal          | 6   | 2     |